# Kamienna Góra (Garb Tenczyński)
Kamienna Góra – wzgórze o wysokości 282 m n.p.m. Znajduje się na Garbie Tenczyńskim na zachód od miejscowości Morawica w województwie małopolskim. Północna strona wzgórza znajduje się przy autostradzie A4.